# Mochignano
Mochignano (Mokignàn nel dialetto della Lunigiana) è una frazione del comune italiano di Bagnone, nella provincia di Massa-Carrara, in Toscana.

## Geografia fisica
Il borgo di Mochignano si trova in alta Lunigiana, a circa 2 chilometri dal capoluogo comunale. Sorge sulle colline che sovrastano Bagnone, sul lato sinistro del torrente omonimo e sul lato destro del torrente Mangiola, tributario del primo.
Con il termine Mochignano si identificano due complessi urbani: quello di Mochignano di Sotto, con la chiesa di Santa Maria Assunta, facilmente raggiungibile dalla strada provinciale che si dirige verso le frazioni di Treschietto, Jera e Compione, e quello di Mochignano di Sopra sito in una posizione più elevata e raggiungibile percorrendo la strada che porta in direzione di Collesino e Apella. Mochignano di Sotto, edificato in direzione sud, è molto assolato e circondato di una vegetazione in cui l'ulivo e la vite la fanno da padrone. Al contrario, Mochignano di Sopra è più nascosto e misterioso, arroccato sul fianco della montagna e circondato dai caratteristici alberi della Lunigiana, ovvero il castagno e il cerro.

## Storia
In origine Mochignano era costituito da tre borghi: Monco, Agnano e Paneschio. Quest'ultimo venne abbandonato a causa di una frana che ne rese pericolosa e insicura la permanenza da parte della popolazione, fino al suo abbandono. Dai due borghi che rimasero (Monco e Agnano) prese forma l'attuale toponomastica, per successiva deformazione, vale a dire la frazione di Mochignano.
Nel 1549 il borgo si pose sotto la diretta giurisdizione del governo di Firenze, insieme a Nezzana, Cavezzana, Collesino e il castello di Bagnone.
La frazione di Mochignano aveva 151 abitanti nel 1833.

## Monumenti e luoghi d'interesse

### Chiesa di Santa Maria Assunta
Nel nucleo di Mochignano di Sotto si trova la chiesa di Santa Maria Assunta, sede parrocchiale della frazione, che è stata edificata in luogo di un'antica cappella antecedente al XIII secolo intitolata a san Bernardo. Inizialmente dipendente dalla chiesa dei Santi Ippolito e Cassiano, divenne sede parrocchiale con il titolo di Santa Maria Assunta e la dignità di rettoria. L'attività della parrocchia è attestata sin dal 1516, data a cui risalgono i primi documenti ufficiali nell'archivio battesimale. Ristrutturata in stile neoclassico, gli ultimi interventi significativi furono ultimati nel 1883. L'interno presenta decorazioni del pittore triestino Domenico Bartoli e conserva un tabernacolo ligneo e d'oro zecchino della fine del XIX secolo.